# Corticaria brevilata
Corticaria brevilata es una especie de coleóptero de la familia Latridiidae.

## Distribución geográfica
Habita en la India.